# Pambak
Pambak (armeniska: Փամբակ) är ett vattendrag i Armenien. Det ligger i provinsen Lori i den norra delen av landet, 80 kilometer norr om huvudstaden Jerevan. Pambak går ihop med Dzoraget och bildar så början på floden Debed.